# 세계 복싱 평의회

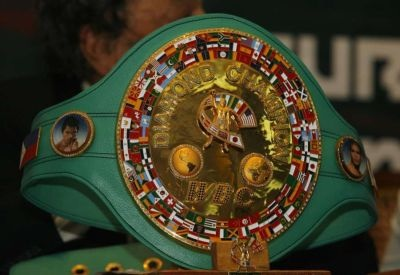

세계복싱평의회(World Boxing Council, WBC)는 프로 복싱 세계 기구의 하나이다. 애초 세계복싱협회(WBA), 유럽복싱연합(EBU), 영국복싱관리위원회(BBBC), 라틴아메리카(LAPBU), 동양복싱연맹(OBF)이 서로 대등한 입장에서 논의하기 위한 기구로서 1963년 2월 14일에 만들어졌다. 이후 세계복싱협회(WBA)와는 별도로 세계 랭킹을 작성하는 등 분리지향을 뚜렷이 한 끝에 1968년에 완전히 갈라졌다. 분열의 원인으로는 무하마드 알리의 챔피언 등극을 인정할 지 여부가 원인이 됐다는 설과, 세계복싱협회(WBA)의 미국 편향을 싫어했기 때문이라는 설이 있다. 가맹국이 가장 많은 단체다.

## 연혁
- 1963년 2월 14일: 창설. 초대 회장은 멕시코 복싱 커미셔너 루이스 스포타.
- 1965년 10월 19일: WBC 회장국인 멕시코가 세계복싱협회(WBA) 탈퇴.
- 1968년 8월 28일: 제2대 회장인 필리핀 복싱 커미셔너가 필리핀의 WBA 탈퇴 선언. 당시 WBA 내부의 의결권이 미국 주 커미셔너도 한표, 그 외의 국가의 커미셔너도 한표로 돼있는 것을 비판.
- 1983년 김득구선수가 경기도중에 쓰러져 나흘간 뇌사상태로 있다가 죽은 사고를 계기로 15회전이었던 세계 타이틀전 라운드수를 12회로 줄임.(세계 기구 중 최초로 실시)
- 2003년 라이트헤비급 타이틀 박탈 문제로 3천100만 달러 손해배상 명령을 받음. 이후 지불명령의 무효를 구하는 소송이 받아들여지지 않고, 해당 선수와 교섭도 제대로 이뤄지지 않자(나중에 화해) 미연방 개정 파산법 제11조 적용 신청(이후 취하)
- 2004년 6월 14일: 미연방 개정 파산법 제7조(회사청산) 적용 신청. 조직의 존속을 염두에 두지 않은 파산 절차에 들어감. 호세 술레이만 회장이 WBC 웹사이트에 성명 발표.(나중에 파산절차 중지)
- 2005년 2월 24일: 호세 술레이만 회장이 태국측과 `WBC 무에타이 발족 합의후 동의서에 서명. 실질적인 합의는 2004년 10월 푸켓에서 열린 WBC 총회에서 이뤄짐.
- 2005년 6월 7일: 여자 16체급의 세계 랭킹을 10위까지 발표.
- 2005년 9월 9일: 홍콩에서 열린 대결에서 WBC가 인정하는 첫 무에타이 챔피언 탄생.
- 2005년 11월 7일: WBC 첫 여자 세계챔피언 탄생.

## WBC 룰
- 프리녹다운제(한 회에 다운 횟수를 따지지 않고, 심판이 경기 속행 여부를 판단)
- KO된 선수는 어느 라운드든 공에 의해 구해질 수 없다. (카운트 도중 3분이 모두 지나도 카운트가 중단될 때까지는 해당 라운도도 끝나지 않는다)
- 우연적인 버팅으로 출혈이 생긴 경우, 피가 나지 않는 선수는 해당 라운드 1점 감점(미국에서는 적용 안됨)
- 우연적인 부상으로 경기를 계속하기 어려울 때에는 4회 종료시까지는 무승부, 그 후엔 중단된 라운드를 포함해 그때까지의 모든 라운드 점수를 포함해 판정함.